# Hosokawa Fujitaka
Hosokawa Fujitaka (jap. 細川 藤孝, auch Hosokawa Yūsai, 細川 幽斎; * 3. Juni 1534; † 6. Oktober 1610) war ein japanischer Fürst, Dichter und Begründer der Higo-Hosokawa-Linie.

## Leben
Hosokawa war zunächst im Dienst am Hofe des Shōgun Ashikaga Yoshiteru. Dort trat er als Dichter in Zusammenarbeit mit dem Renga-Meister Satomura Jōha hervor. Nach Yoshiterus Tod 1565 schloss er sich dessen jüngerem Bruder Ashikaga Yoshiaki an. Als dieser von Oda Nobunaga als Shōgun eingesetzt wurde, folgte er ihm nach Kyōto. Nachdem Oda Nobunaga Yoshiaki 1573 vertrieben hatte, schloss sich Hosokawa diesem an und erhielt 1580 ein Lehen in der Provinz Tango.
Als Oda 1582 durch seinen ehemaligen Gefolgsmann Akechi Mitsuhide zu Tode kam, verweigerte Hosokawa diesem die Gefolgschaft, obgleich er durch seinen ältesten Sohn Hosokawa Tadaoki, den Schwiegersohn Akechis, mit diesem verwandt war. Er wurde buddhistischer Mönch und nahm den Namen Yūsai an. Den Titel des Daimyō übergab er an seinen Sohn Tadaoki.
Dennoch blieb Hosokawa auch politisch aktiv, zunächst als Berater des Generals Toyotomi Hideyoshi, den er bei mehreren Schlachten begleitete, später des Shōguns Tokugawa Ieyasu. 1600 gelang es ihm, mit 500 Mann Besatzung die Burg Tanabe, seinen Stammsitz in der Provinz Tango, gegen 15.000 Belagerer des Samurais Ishida Mitsunari zu halten, was nicht zuletzt daran lag, dass diese aus Respekt vor Hosokawa ihre Kanonen ohne Kugeln auf dessen Burgmauern abfeuerten. Erst auf ein Dekret des Kaisers Go-Yōzei öffnete er am 19. Oktober die Burgtore den Belagerern, was für diese jedoch zu spät kam, um sich noch an der Schlacht von Sekigahara beteiligen zu können.
Neben Waka-Gedichten verfasste Hosokawa auch literaturkritische und historische Schriften. Er besaß eine große Anzahl historischer Schriften und galt als herausragender Kenner der Geschichte der Stadt Kyōto.